# Sint-Martinuskerk (Bever)

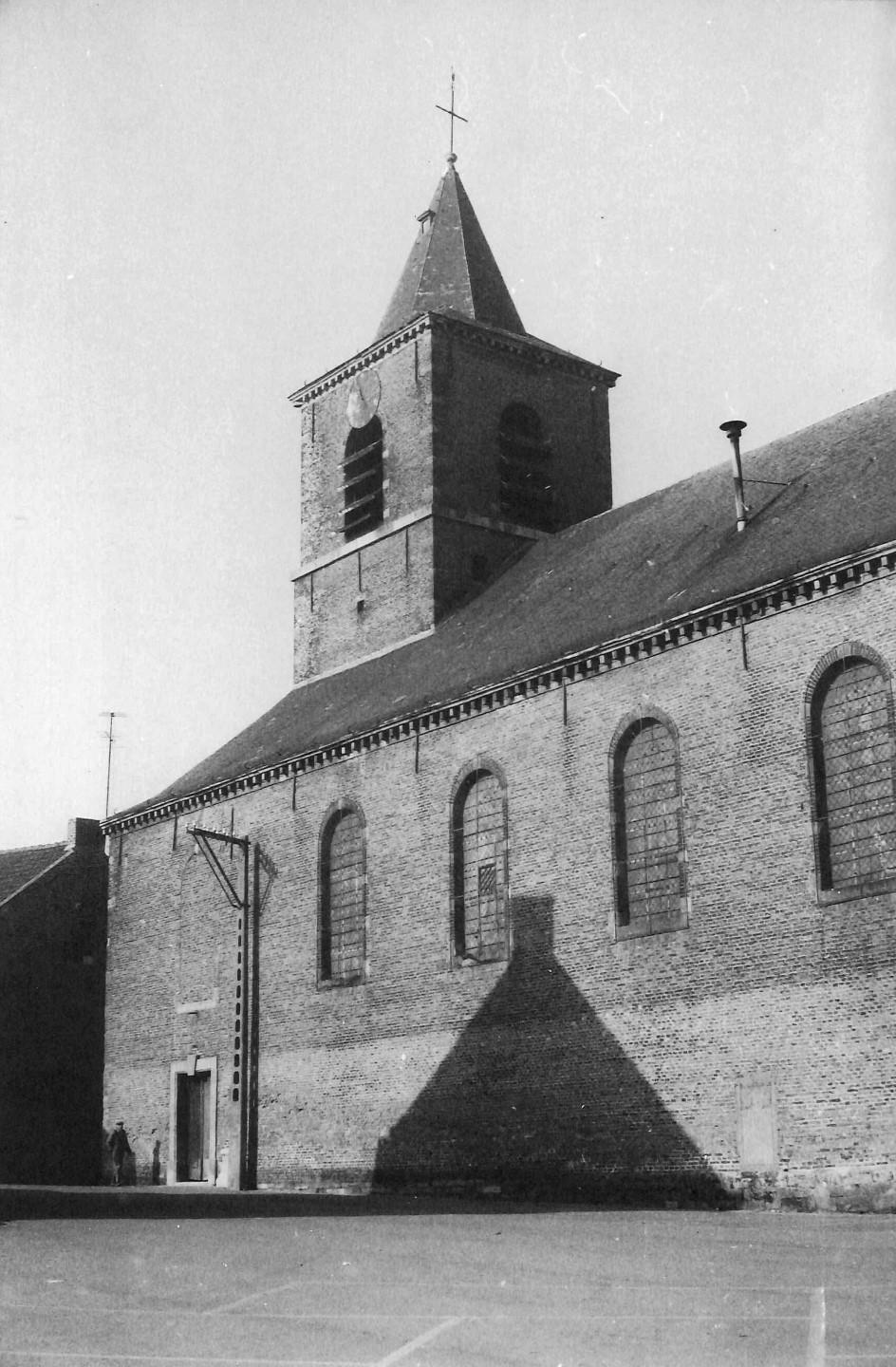
Sint-Martinuskerk

De Sint-Martinuskerk is de parochiekerk van de Vlaams-Brabantse plaats Bever, gelegen aan de Plaats.

## Geschiedenis
De parochie is al oud. Hij werd in 1137 voor het eerst vermeld. Het patronaatsrecht werd toen geschonken aan het Heilig Kruiskapittel te Kamerijk. Een kaart uit 1641 toonde een eenbeukig gotisch kerkje met westtoren. Dit kerkje raakte in verval en in 1782 zou de bouw van een nieuwe kerk beginnen. Deze zou in 1784 gereed moeten zijn maar gebrek aan middelen en later de Franse Revolutie zorgden er voor dat de kerk pas in 1804 een zoldering kreeg. Ook de plaatsing van het kerkmeubilair verliep traag. De kruiswegstaties werden in 1860 aangebracht en het orgel in 1886. Het omringende kerkhof werd in 1870 opgeheven en verplaatst naar een begraafplaats.
Omstreeks 1985 werden figuratieve glas-in-loodramen geplaatst die waarschijnlijk afkomstig waren uit de Sint-Gertrudiskerk te Etterbeek.

## Gebouw
Het betreft een bakstenen driebeukig kerkgebouw in laat-classicistische stijl. De kerk heeft een ingebouwde toren. De kerk heeft rondboogvensters en tegen de muur zijn enkele 18e-eeuwse grafstenen aangebracht.

## Interieur
Het hoofdaltaar is van 1752 en afkomstig uit de Sint-Adriaansabdij te Geraardsbergen. Ook de zijaltaren zijn vermoedelijk uit deze abdij afkomstig. De altaren zijn in late barokstijl. Ook uit de 18e eeuw zijn het koorgestoelte, de kerkmeesterbanken en de preekstoel. Het orgel uit 1886 werd vervaardigd door Charles Anneessens. Er is een 17e-eeuws doopvont.
De kerk bezit een gepolychromeerd Sint-Martinusbeeld (eind 17e eeuw).